# Lothar Wottka
Lothar Wottka (* 1931 in Magdeburg) ist ein ehemaliger deutscher Radrennfahrer und nationaler Meister im Radsport.

## Sportliche Laufbahn
Wottka war im Bahnradsport und im Straßenradsport in der DDR aktiv. 1948 begann er in seiner Heimatstadt mit dem Radsport und bestritt zunächst Straßenrennen. Er gewann 1950 die nationale Meisterschaft in der Einerverfolgung vor Rudolf Schubert. 1949 konnte er sich dreimal bei den Meisterschaften der Junioren in der Ostzone platzieren. In der Mannschaftsverfolgung und im Zweier-Mannschaftsfahren wurde er jeweils Vizemeister, im Straßenrennen wurde er Dritter. Im Juli 1950 wurde er in die erste Nationalmannschaft der Bahnfahrer der DDR berufen.